# Chloroclystis diaschista
Pasiphilodes diaschista là một loài bướm đêm trong họ Geometridae.